# Хлорид
Хлорид је анјон (негативно наелектрисани јон) Cl− који настаје прикључивањем електрона атому хлора, или кад се једињење као што је хлороводоник раствори у води или неком другом поларном растварачу. Овај назив такође означава и сваку со која потиче од хлороводоничне киселине. Хлоридне соли као што је натријум хлорид често су веома растворне у води. Хлорид је есенцијални електролит присутан у свим телесним флуидима који је одговоран за одржавање киселинско/базног баланса, трансмитоване нервних импулса и регулацију флуида у и изван ћелија. У органској хемији именом „хлорид“ означавају се и нека органска једињења која садрже у себи хлор а нису соли. На пример, метил хлорид, са стандардним именом хлорометан (погледајте ИУПАЦ књиге) је органско једињење са ковалентном C−Cl везом у којој хлор није анјон.
Најпознатији хлорид је натријум хлорид, познат и као кухињска со. Он је и најраспрострањенији од соли растворених у океанима. Познати хлориди су још: магнезијум хлорид (2), амонијум хлорид, калај(II) хлорид (2), калај(IV) хлорид (4), хлороводоник (HCl), угљеник тетрахлорид (4), бром хлорид (BrCl).

## Електрична својства
Хлоридни јон је много већи од атома хлора, 167 и 99 pm. Јон је безбојан и дијамагнетичан. У воденом раствору, он је у већини случајева високо растворљив; међутим, за неке хлоридне соли, као што су сребро хлорид, олово(II) хлорид и жива(I) хлорид, мало су растворљиве у води. У воденом раствору хлорид је везан за протонске крајеве молекула воде.

## Присуство у природи
Морска вода садржи 1,94% хлорида. Неки минерали који садрже хлорид обухватају хлориде натријума (халит или NaCl), калијума (силвит или KCl) и магнезијума (бисхофит), хидратисани . Концентрација хлорида у крви назива се серумски хлорид, а ову концентрацију регулишу бубрези. Хлоридни јон је структурна компонента неких протеина, нпр. присутан је у ензиму амилаза.
Хлорид се налази као електролит, може да тече кроз хлоридне канале (укључујући GABAA рецептор), и бива транспортован путем KCC2 и NKCC2 транспортери. Хлорид је обично (мада не увек) у вишој ванћелијског концентрацији, због чега има негативан реверзни потенцијал (око -61 mV на 37 °C у ћелији сисара).

### Улога у биологији
Хлорид је есенцијални електролит, који се уноси и износи из ћелије путем хлоридних канала и игра кључну улогу у одржавању ћелијске хомеостазе и преношењу акционих потенцијала у неуронима. Карактеристичне концентрације хлорида у моделским организмима су: у E. coli и пупећем квасцу 10-200  (у зависности од медија), у ћелијама сисара 5-100 мМ и у крвној плазми 100 mM.

### Бубрежна реапсорпција хлорида
Бубрежна реапсорпција хлорида (−) је део бубрежне физиологије, чија главна сврха је да се не изгуби сувише хлорида у урину.
| Карактеристика                     | проксимална тубула | проксимална тубула | проксимална тубула                                         | Хенлеова петља | Хенлеова петља   | Хенлеова петља     | дистална тубула   | систем колекторских канала | систем колекторских канала    | систем колекторских канала                        | систем колекторских канала |
| ---------------------------------- | ------------------ | ------------------ | ---------------------------------------------------------- | -------------- | ---------------- | ------------------ | ----------------- | -------------------------- | ----------------------------- | ------------------------------------------------- | -------------------------- |
| Карактеристика                     |                    |                    |                                                            | силазни део    | уски узлазни део | широки узлазни део | дистална тубула   | повезујућа тубула          | иницијална прикупљачка тубула | кортикални сабирни канали                         | медуларни сабирни канали   |
| реапсорпција (%)                   |                    |                    |                                                            |                |                  |                    |                   |                            |                               |                                                   |                            |
| реапсорпција (mmol/дан)            |                    |                    |                                                            |                |                  |                    |                   |                            |                               |                                                   |                            |
| концентрација (m)                  | 115                |                    | 135                                                        |                |                  |                    |                   |                            |                               |                                                   |                            |
| електрична погонска сила ()        | −3                 |                    | +3                                                         |                |                  | +15                | −5 to +5          |                            |                               | −40                                               |                            |
| хемијска погонска сила ()          |                    |                    |                                                            |                |                  |                    |                   |                            |                               |                                                   |                            |
| електрохемијска погонска сила ()   | (позитивна)        |                    |                                                            |                |                  |                    |                   |                            |                               |                                                   |                            |
| апикални транспортни протеини      | (пасивно)          |                    | - Cl-формијатни измењивач - Cl-оксалатни измењивач - измењивач |                |                  | - котранспортер    | - котранспортер   |                            |                               | - главне ћелије: параћелијски                     |                            |
| базолатерални транспортни протеини |                    |                    | - хлоридни канали - котранспортер - измењивач              |                |                  | - хлоридни канали  | - хлоридни канали |                            |                               | хлоридни канали β интеркалиране ћелије: измењивач |                            |
| Друга реапсорпциона својства       |                    |                    |                                                            |                |                  |                    |                   |                            |                               |                                                   |                            |
|                                    |                    |                    |                                                            |                |                  |                    |                   |                            |                               |                                                   |                            |
|                                    |                    |                    |                                                            |                |                  |                    |                   |                            |                               |                                                   |                            |

## Улога у привреди
Индустрија хлорних алкалија је знатни потрошач светског енергетског буџета. Овај процес претвара натријум хлорид у хлор и натријум хидроксид, који се користе за прављење многих других материјала и хемикалија. Процес укључује две паралелне реакције:

### Квалитет и обрада воде
Други значајни вид примена хлорида је десалинизација, која обухвата енергетски интензивно уклањање хлоридних соли да би се добила вода за пиће. У нафтној индустрији, хлориди су пажљиво надгледани састојак блатовог система. Повећање садржаја хлорида у блатном систему може бити показатељ бушења у формацију слане воде високог притиска. Његово повећање такође може указивати на лош квалитет циљаног песка.
Хлорид је такође користан и поуздан хемијски показатељ фекалне контаминације реке/подземне воде, јер је хлорид нереактивни растворак и свеприсутан је у канализацији и питкој води. Многе компаније које регулишу воду широм света користе хлорид за проверу нивоа загађења река и извора пијаће воде.

### Употреба у домаћинству
Хлоридне солик као што је натријум хлорид се користе за презервацију хране.

### Корозија
Присуство хлорида, нпр. у морској води, значајно погоршава услове дубинске корозије већине метала (укључујући нерђајуће челике, алуминијум, легуре алуминијума и високолегиране материјале) поспешујући формирање и раст рупа аутокаталитичким процесом.

## Реакције хлорида
Хлорид може да буде оксидован, али се не може редуковати. Прва оксидација, која се користи у хлор-алкалном процесу, је претварање у гас хлора. Хлор се може даље оксидовати у друге оксиде и оксианјоне, укључујући хипохлорит (ClO−, активни састојак хлорног избељивача), хлор диоксид (ClO2), хлорат (ClO−
3) и перхлорат (ClO−
4).
У погледу својих кисело-базних својстава, хлорид је веома слаба база, што показује негативна  вредност хлороводоничне киселине. Хлорид се може протонисати јаким киселинама, као што је сумпорна киселина:
Реакција јонских хлоридних соли са другим солима је размена анјона. Присуство хлорида често се открива формирањем нерастворљивог сребро-хлорида након третирања са јоном сребра:
Концентрација хлорида у тесту може се одредити коришћењем хлоридометра, који детектује јоне сребра након што се сав хлорид у тесту исталожи путем ове реакције.
Хлорисане сребрне електроде се најчешће користе у ex vivo електрофизиологији.

## Примери
Један од примера је кухињска со, која је натријум хлорид са хемијском формулом NaCl. Она се у води дисоцира на Na+ и − јоне. Соли, као што су калцијум хлорид, магнезијум хлорид, калијум хлорид, имају различите намене у распону од медицинских третмана до стварања цемента.
Калцијум хлорид (2) је со која се продаје у облику пелета за уклањање влаге из просторија. Калцијум хлорид се такође користи за одржавање неасфалтираних путева и за учвршћивање основа путева за нову изградњу. Поред тога, калцијум хлорид се широко користи као средство за уклањање леда, јер је ефикасан у снижавању тачке топљења када се нанесе на лед.
Примери ковалентно везаних хлорида су фосфор трихлорид, фосфор пентахлорид и тионил хлорид, који су реактивна хлорирајућа средства која су коришћена у лабораторији.

## Други оксианјони
Хлор може да поприми оксидациона стања од −1, +1, +3, +5, или +7. Познато је неколико неутралних хлорних оксида.
| Оксидационо стање хлора | −1               | +1                   | +3               | +5               | +7                  |
| Име                     | хлорид           | хипохлорит           | хлорит           | хлорат           | перхлорат           |
| Формула                 | −                | −                    | ClO− 2           | ClO− 3           | ClO− 4              |
| Структура               | The chloride ion | The hypochlorite ion | The chlorite ion | The chlorate ion | The perchlorate ion |